# Eudàmides II
Eudàmides II (en llatí Eudamidas  en grec antic Εὐδαμίδας) fou rei d'Esparta al final del segle III aC.
Era fill d'Arquidam IV al que va succeir, potser l'any 275 aC, i net d'Eudàmides I. Es va casar amb una dona de nom desconegut i va ser el pare d'Agis IV i d'Arquidam V. Era de la línia euripòntida i va regnar uns trenta anys. A la seva mort el va succeir el seu fill Agis IV, circa el 245 aC.